# Kimberley Town FC
Kimberley Town FC (celým názvem: Kimberley Town Football Club) byl anglický fotbalový klub, který sídlil ve městě Kimberley v nemetropolitním hrabství Nottinghamshire. Založen byl v roce 1886, zanikl v roce 2012.
Své domácí zápasy odehrával na stadionu The Stag Ground.

## Historické názvy
Zdroj: 
- 1886 – Kimberley Town FC (Kimberley Town Football Club)
- 1915 – Kimberley YMCA FC (Kimberley Young Men's Christian Association Football Club)
- 1928 – zánik
- 1947 – obnovena činnost pod názvem Kimberley Town FC (Kimberley Town Football Club)

## Úspěchy v domácích pohárech
Zdroj: 
- FA Cup
  - Preliminary Round: 1995/96, 1996/97
- FA Trophy
  - 3. předkolo: 1973/74
- FA Vase
  - 2. kolo: 1980/81, 1981/82, 1986/87

## Umístění v jednotlivých sezonách
Stručný přehled
Zdroj: 
- 1971–1975: Midland Football League
- 1975–1981: Midland Football League (Premier Division)
- 1981–1982: Midland Football League (Division One)
- 1982–1983: Northern Counties East League (Division One South)
- 1983–1984: Northern Counties East League (Division Two South)
- 1984–1985: Northern Counties East League (Division One South)
- 1985–1986: Northern Counties East League (Division Three)
- 1986–1990: Central Midlands League (Supreme Division)
- 1990–1991: Central Midlands League (Premier Division)
- 1991–1992: Central Midlands League (Premier South Division)
- 1992–2002: Central Midlands League (Supreme Division)
- 2002–2005: Central Midlands League (Premier Division)
- 2005–2007: Central Midlands League (Supreme Division)
- 2007–2008: Central Midlands League (Premier Division)
- 2008–2011: Central Midlands League (Supreme Division)
- 2011–2012: Central Midlands League (South Division)

Jednotlivé ročníky
Zdroj: 
Legenda: Z - zápasy, V - výhry, R - remízy, P - porážky, VG - vstřelené góly, OG - obdržené góly, +/- - rozdíl skóre, B - body, červené podbarvení - sestup, zelené podbarvení - postup, fialové podbarvení - reorganizace, změna skupiny či soutěže
| Anglie (2007 – 2012) |                                            |        |    |    |   |    |    |     |      |    |        |
| Sezóny               | Liga                                       | Úroveň | Z  | V  | R | P  | VG | OG  | +/-  | B  | Pozice |
| 2007/08              | Central Midlands League (Premier Division) | 12     | 38 | 16 | 5 | 17 | 68 | 77  | -9   | 53 | 11.    |
| 2008/09              | Central Midlands League (Supreme Division) | 11     | 34 | 6  | 6 | 22 | 47 | 109 | -62  | 27 | 15.    |
| 2009/10              | Central Midlands League (Supreme Division) | 11     | 34 | 6  | 4 | 24 | 50 | 85  | -35  | 22 | 16.    |
| 2010/11              | Central Midlands League (Supreme Division) | 11     | 34 | 4  | 2 | 28 | 28 | 125 | -97  | 14 | 18.    |
| 2011/12              | Central Midlands League (South Division)   | 11     | 30 | 1  | 4 | 25 | 28 | 130 | -102 | 7  | 16.    |